# لپگلاوا
لِپُگلاوا (به کرواتی: Lepoglava) شهری در واراژدین کشور کرواسی است که جمعیت آن در سال ۲۰۱۱ میلادی ۸٬۲۵۴ نفر بوده‌است.